# Linotte (rivière)
Pour les articles homonymes, voir Linotte.
La Linotte est une rivière française coulant dans le département de la Haute-Saône, en Bourgogne-Franche-Comté. Il s'agit d'un affluent en rive droite de l'Ognon, donc un sous-affluent du Rhône par la Saône.

## Géographie

### Cours
La Linotte prend sa source au sud du village de Vallerois-le-Bois, dans le sud de la Haute-Saône. Elle s'écoule vers le sud-ouest puis le sud. Elle se jette dans l'Ognon après un parcours de 17,5 km, à la limite entre Cenans et Loulans-Verchamp.

### Communes et cantons traversés
Dans le seul département de la Haute-Saône, la Linotte traverse les sept communes suivantes, de l'amont vers l'aval, de Vallerois-le-Bois (source), Dampierre-sur-Linotte, Fontenois-lès-Montbozon, Roche-sur-Linotte-et-Sorans-les-Cordiers, Ormenans, Loulans-Verchamp, Cenans (confluence).
Soit en termes de cantons, la Linotte prend source dans le canton de Villersexel et conflue dans le canton de Rioz, dans l'arrondissement de Vesoul.

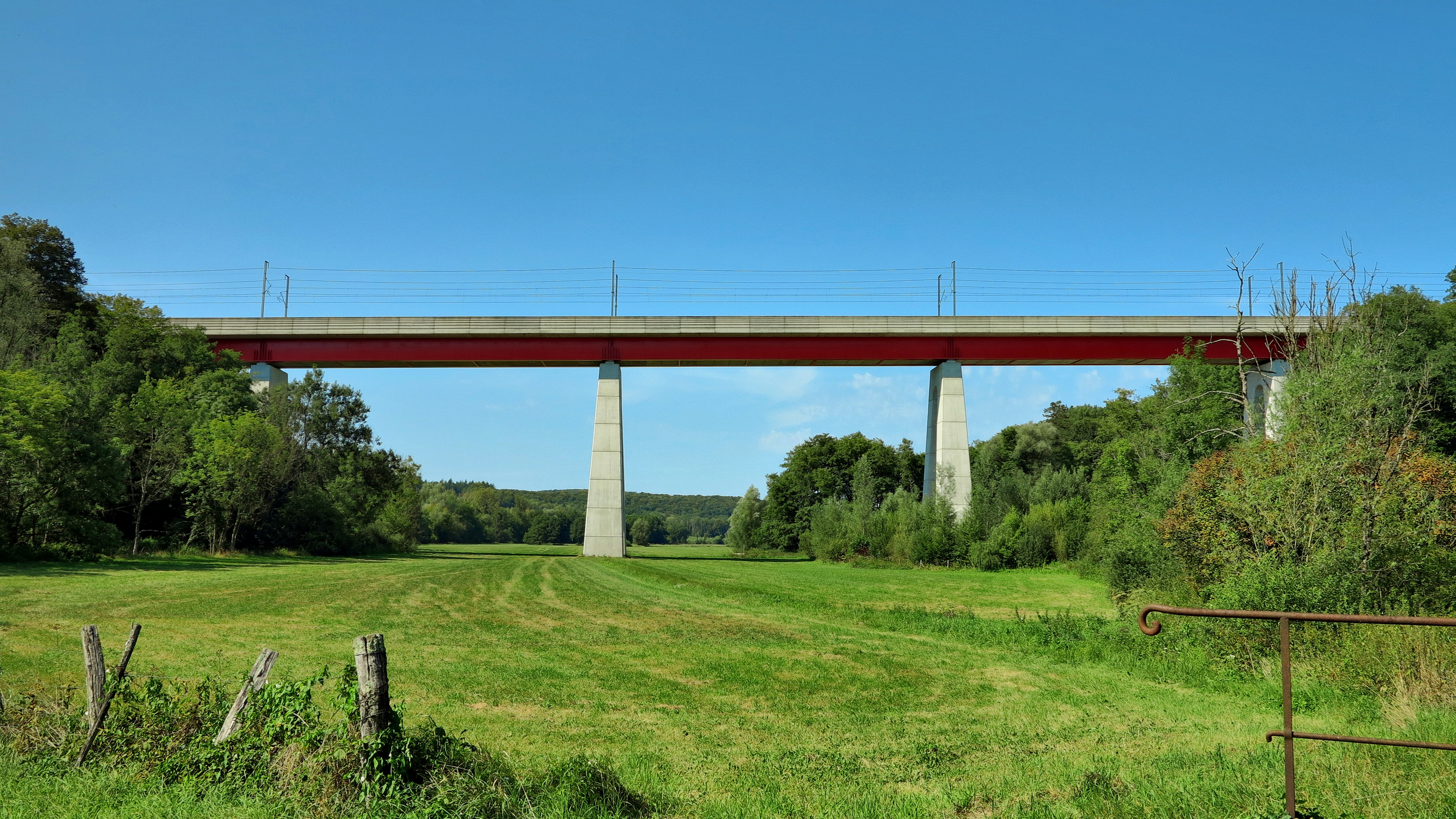
Pont LGV sur la vallée de la Linotte à Ormenans.

### Toponymie
La rivière a donné son nom aux communes de Dampierre-sur-Linotte et Roche-sur-Linotte-et-Sorans-les-Cordiers.

### Bassin versant
La Linotte traverse une seule zone hydrographique « L'Ognon du Lauzin à la Linotte incluse » (U104) de 1 343 km2 se superficie.

### Organisme gestionnaire
L'organisme gestionnaire est le Syndicat Mixte d’Aménagement de la Moyenne et de la Basse Vallée de l’Ognon (SMAMBVO), fusion, le 1er janvier 2013, du Syndicat Mixte d’Aménagement de la Basse Vallée de l’Ognon, créé en 1971, et du Syndicat Mixte d’Aménagement de la Moyenne Vallée de l’Ognon, créé en 1969. Un second contrat de rivière est en cours d'élaboration en 2015 pour une durée de cinq ans.

## Affluents
Depuis sa source, la Linotte conflue avec :
- Le ruisseau des Grouvots (rg[note 1]), 3 km sur les trois communes de Dampierre-sur-Linotte, Chassey-les-Montbozon, Thieffrans.
- La Filaine (rd), 5,2 km sur les trois communes de Vy-lès-Filain, Fontenois-les-Montbozon, Roche-sur-Linotte-et-Sorans-les-Cordiers.
- La Quenoche (rd), 11 km sur les cinq communes de Hyet, Quenoche, Ruhans, Loulans-Verchamp, Beaumotte-Aubertans avec un affluent :
  - l'Authoison, 2,9 km sur les trois communes de Authoison, Villers-Pater et Beaumotte-Aubertans.

### Rang de Straler
Don son rang de Strahler est de trois.